# Challenger de Nápoles 2015
El torneo Tennis Napoli Cup 2015 es un torneo profesional de tenis. Pertenece al ATP Challenger Series 2015. Se disputará su 18.ª edición sobre tierra batida, en Nápoles, Italia entre el 6 de abril y el 12 de abril de 2015.

## Jugadores participantes del cuadro de individuales
| Favorito | País                        | Jugador          | Rank1 | Posición en el torneo |
| -------- | --------------------------- | ---------------- | ----- | --------------------- |
| 1        | Bandera de Kazajistán       | Andrey Golubev   | 89    | Segunda ronda         |
| 2        | Bandera de Serbia           | Filip Krajinović | 96    | Segunda ronda         |
| 3        | Bandera de Eslovenia        | Blaž Rola        | 101   | Primera ronda         |
| 4        | Bandera de España           | Albert Montañés  | 105   | Primera ronda, retiro |
| 5        | Bandera de los Países Bajos | Thiemo de Bakker | 120   | Primera ronda         |
| 6        | Bandera de Eslovaquia       | Norbert Gombos   | 122   | Segunda ronda         |
| 7        | Bandera de Hungría          | Márton Fucsovics | 154   | Primera ronda         |
| 8        | Bandera de Italia           | Marco Cecchinato | 155   | Semifinales           |

- 1 Se ha tomado en cuenta el ranking del 23 de marzo de 2015.

### Otros participantes
Los siguientes jugadores recibieron una invitación (tenista invitado), por lo tanto ingresan directamente al cuadro principal (WC):
- Matteo Donati
- Federico Gaio
- Gianluigi Quinzi
- Filippo Volandri

Los siguientes jugadores ingresan al cuadro principal tras disputar el cuadro clasificatorio (Q):
- Benjamin Balleret
- Flavio Cipolla
- Thomas Fabbiano
- Alexis Musialek

## Campeones

### Individual Masculino
- Daniel Muñoz de la Nava derrotó en la final a  Matteo Donati, 6–2, 6–1

### Dobles Masculino
- Ilija Bozoljac /  Filip Krajinović derrotaron en la final a  Nikoloz Basilashvili /  Alexander Bury, 6–1, 6–2